# Wohnungsgenossenschaft Dresden-Johannstadt

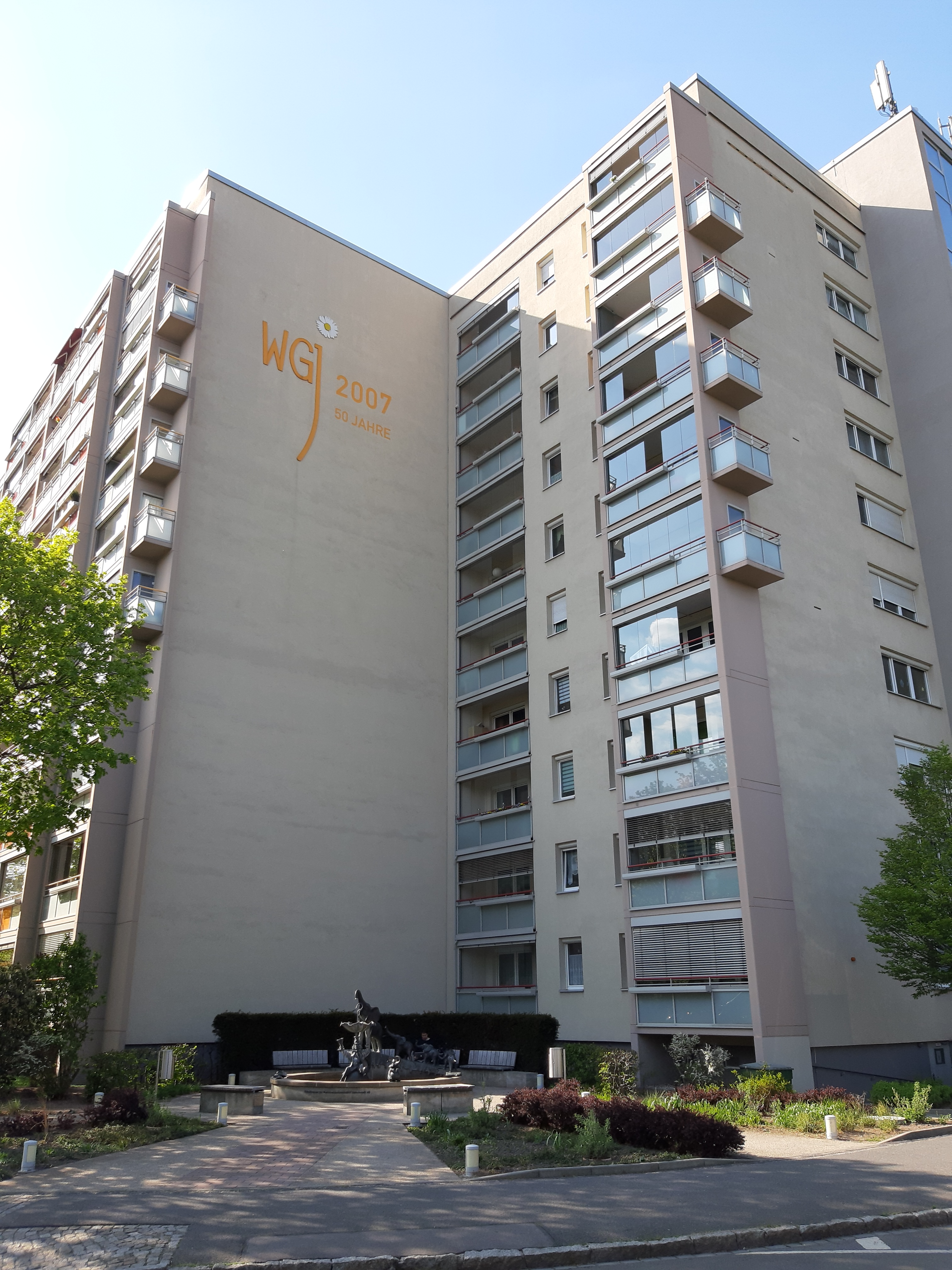
Wohngebäude Sarrasanistraße 7–9, Dresden mit WGJ-Logo

Die Wohnungsgenossenschaft Johannstadt eG – kurz WGJ – ist eine Wohnungsgenossenschaft, welche hauptsächlich Wohnimmobilien in verschiedenen zentralen und östlichen Stadtteilen Dresdens, wie z. B. der namensgebenden Johannstadt, der Inneren Neustadt, der Pirnaischen Vorstadt, der Seevorstadt-Ost und in Striesen bewirtschaftet. Die Genossenschaft hat 8105 Mitglieder und gehört mit 7831 Wohnungen (beide Zahlen: 31. Dezember 2023), von denen knapp die Hälfte von Mitgliedern bewohnt werden, zu den großen Wohnungsunternehmen der sächsischen Hauptstadt.

## Genossenschaft
Gegenstand der Genossenschaft ist laut Eintrag im Genossenschaftsregister (Amtsgericht Dresden, GnR 26) u. a. „die Förderung ihrer Mitglieder vorrangig durch eine gute, sichere und sozial verantwortbare Wohnungsversorgung“ sowie „die Bewirtschaftung, Errichtung, der Erwerb, die Veräußerung und die Betreuung von Bauten in allen Rechts- und Nutzungsformen“. Im Jahr 2017 erwirtschaftete die eG mit 81 Angestellten (davon 3 Auszubildende) bei einer Bilanzsumme von 259,4 Mio. EUR einen Jahresumsatz von 41,8 Mio. EUR und einen Jahresüberschuss von 8,8 Mio. EUR.

## Geschichte
Die Ursprünge der WGJ gehen auf die im Jahr 1957 gegründete Arbeiterwohnungsbaugenossenschaft „IG Örtliche Wirtschaft“ und die AWG „des staatlichen und genossenschaftlichen Handels“ zurück, welche sich am 1. Juli 1964 zur AWG „Fortschritt“ zusammenschlossen. In den folgenden Jahren wurden 1970 die AWG „Verkehrbetriebe“, 1976 die „Dresdner Wohnungsbaugenossenschaft auf gemeinnütziger Grundlage“, 1979 die AWGs „Medizinische Akademie Dresden“, „Kinowerke Dresden“ und „Druck und Papier“ und 1980 die AWG „Neues Dresden“ aufgenommen. Am 19. Juli 1991 erfolgte die Umbenennung der AWG „Fortschritt“ in Wohnungsgenossenschaft Johannstadt eG.